# Leo DeLyon
Leo De Lyon (27 aprile 1926 – 18 settembre 2021) è stato un doppiatore statunitense.
Ha interrotto a sua carriera nel 1991 dopo aver preso parte ad oltre 10 doppiaggi, tra cui quello de Il libro della giungla.